# Suse (Italie)
Pour les articles homonymes, voir Suse.
Suse (en italien, piémontais et francoprovençal Susa, en français également écrit Suze) est une commune italienne de la ville métropolitaine de Turin, dans le Piémont.
La ville, en position centrale de la vallée homonyme, s'est développée sur l'un des axes majeurs reliant la péninsule italienne à la Gaule. Elle possède un patrimoine important lié à son histoire. Ainsi, durant l'antiquité, elle fut la capitale d'un royaume gaulois, dont l'un des rois a été Marcus Julius Cottius. C'est le point de départ de la voie Domitienne et de la voie des Alpes, mais aussi une halte de l’Itinerarium Burdigalense ou d'une variante de la via Francigena. Vers la fin de la première moitié du XIe siècle, la cité et la vallée entre en partie dans le giron des comtes de Savoie à la suite du mariage de la margrave Adélaïde de Suse avec l'héritier des Humbertiens. Le château devient l'un des centres du pouvoir de la principauté. Suse devient le siège d'un évêché établi en 1772.

## Géographie

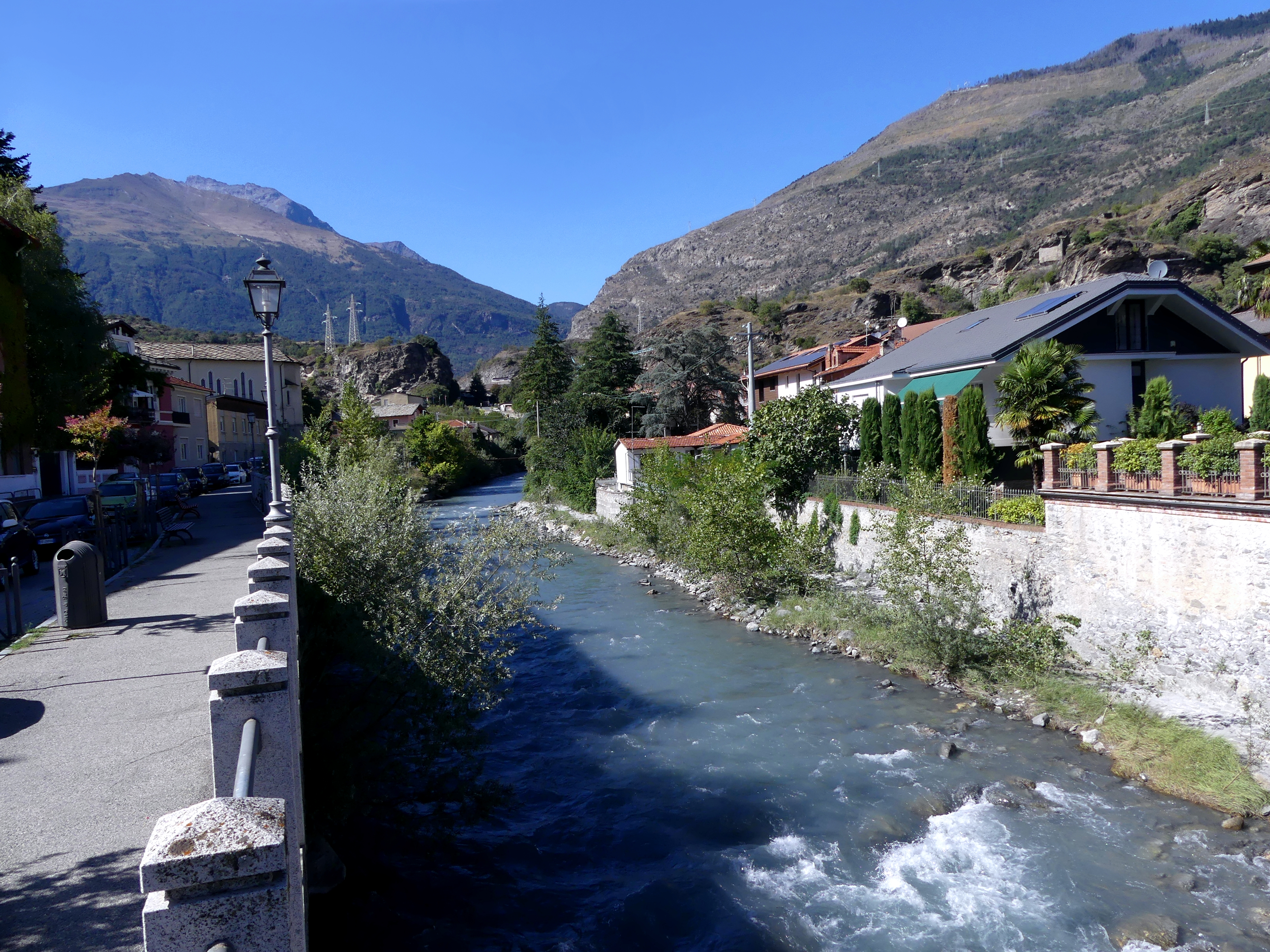
La Doire Ripaire à Suse.

Elle est située à 500 m d'altitude dans la vallée du même nom, entre Turin et Bardonnèche, et commande le pas de Suse.
Distante de 53 km par l’ouest de son chef-lieu, Turin, Suse est située dans le dernier défilé de la vallée inférieure de Suse, à la confluence du torrent de Cenise et de la Doire Ripaire, où la vallée forme une fourche : vers le nord le profond défilé du val Cenise, vers l’ouest le pas de Suse. Point stratégique de cette région de montagne, elle est au carrefour de deux grandes routes (sans compter la Via Francigena des pèlerins) : le col du Mont-Cenis (via le val Cenise) et le col du Clapier (via le vallon de la Clarea), boulevard vers le Centre et le Nord de la France ; le col de Montgenèvre via le haut val de Suse, clef du Midi de la France et de l'Espagne, et le Col du Finestre menant au val Cluson voisin.
Le centre historique est dominé à l’ouest par le château de la comtesse Adélaïde, au nord par l'éperon rocheux sur lequel se dresse le Fort de la Brunette (it), et le mont Rochemelon, d'une altitude de 3 538 m, qui se trouve sur le territoire de Mompantero. À l'autre bout de la ville, ce sont les gorges encaissées de la Doire Ripaire sur la route d'Exilles et de Suse.

## Toponymie
Le nom antique Segusio viendrait du radical celtique seg-, au sens de « montagne », accompagné du suffixe -usa.

## Histoire

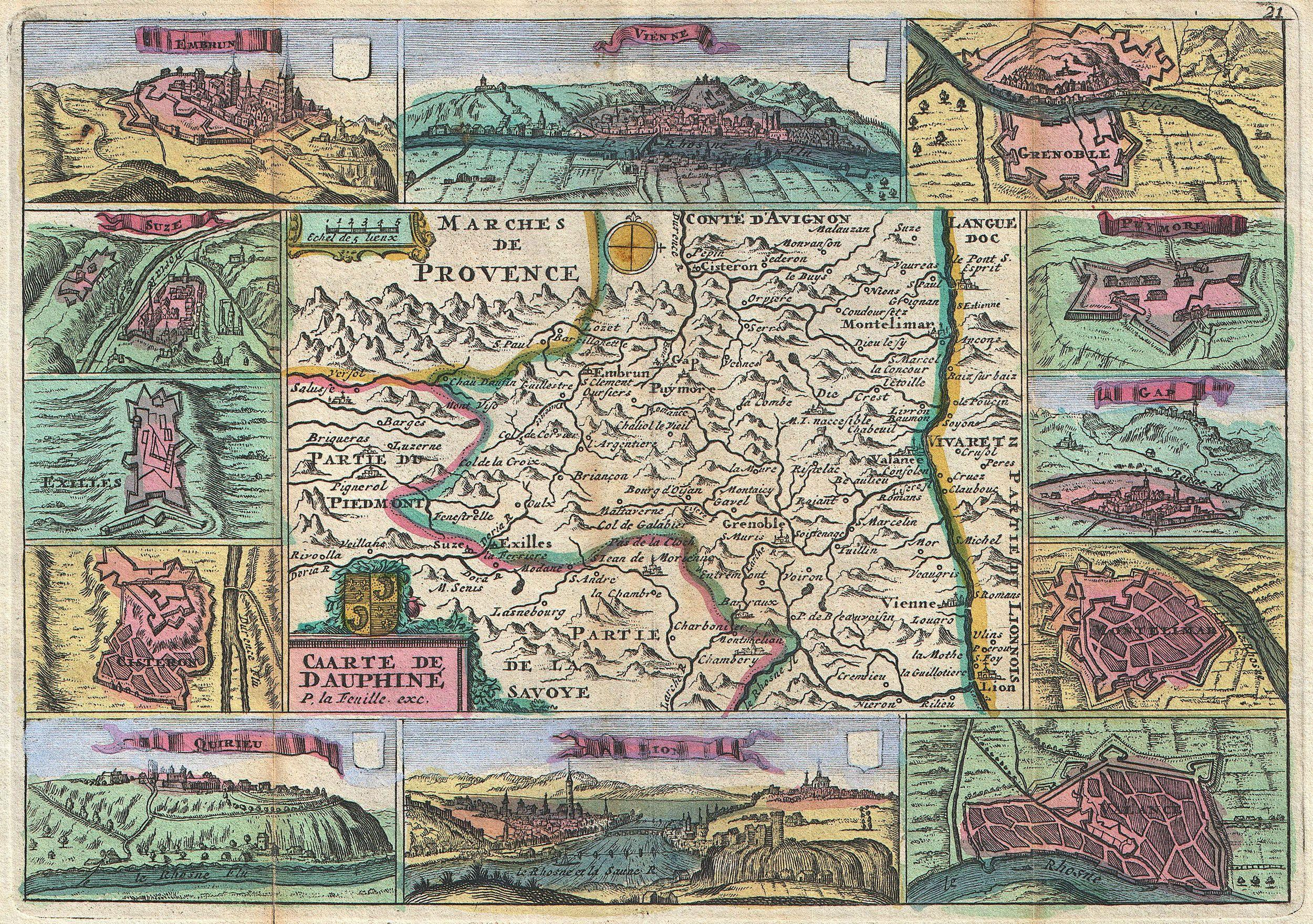
« Carte de Dauphiné », dessin de Paul de Lafeuille en 1747 reprenant un travail de son père Daniel de Lafeuille en 1706. « Suze » apparaît dans le quart haut à gauche.

### Antiquité
Selon une interprétation du récit que Polybe et Tite-Live donnent de la traversée des Alpes par Hannibal, le chef carthaginois en aurait franchi la crête avec son armée au col Clapier (ou Savine Coche) et serait descendu dans le val de Suse. La ville de Suse (Segusio) entre dans l'histoire au moment de la conquête des Alpes par Auguste. Elle est la capitale du roi Cottius qui, vaincu, entre dans la clientèle de l'Empereur sous le nom de Caius Julius Cottius avec le titre d'ami et d'allié d'Auguste, et se voit confier l'entretien de la voie qui reliait l'Italie à la Gaule par le Montgenèvre (Alpes Cottiæ). Mais, sur l'arc de Suse (CIL V, 7231), il ne porte que le titre de préfet (præfectus civitatum). En 63, est créée la province des Alpes cottiennes dont Segusio reste la capitale. 
Au Ier siècle av. J.-C. et jusqu’en 63 de l’ère chrétienne, Suse (Segusio) est la capitale d’un royaume alpestre, le royaume de Suse. Après l’annexion par l’Empire romain, elle est capitale de la province des Alpes cottiennes et devient florissante jusqu'au temps de Constantin. En 297, la province est absorbée par celles des Alpes-Maritimes et Suse sera réduite en cendres.

### Moyen Âge
Après le règne des Lombards, Suse renaît sous le règne de Charlemagne, qui établit Theubald marquis de Suse.
À proximité, la haute vallée de Suse fait plus tard partie du Dauphiné de Viennois, notamment au sein des « escartons du briançonnais », puis de la province du Dauphiné lorsque celui-ci est cédé au royaume de France. Cette partie de la vallée sera plus tard cédée au duché de Savoie.

### Époque moderne
En 1629, pendant la guerre de Succession de Mantoue, la ville est prise par les troupes françaises après leur victoire au pas de Suse. Cela se soldera par le Traité de Suse.
Pendant la guerre de la Ligue d'Augsbourg, Nicolas de Catinat occupe Suse le 18 novembre 1690, après sa victoire le 18 août sur les Piémontais lors de la bataille de Staffarde.
De 1796 à 1814, Suse fait partie de l’Empire français.

## Administration
| Période                                  | Période  | Identité               | Étiquette                  | Qualité |
| ---------------------------------------- | -------- | ---------------------- | -------------------------- | ------- |
| 1995                                     | 1999     | Germano Bellicardi     |                            |         |
| 1999                                     | 2004     | Sandro Plano           | Gruppo Consiliare « Susa » |         |
| 2004                                     | 2009     | Sandro Plano           | Gruppo Consiliare « Susa » |         |
| 2009                                     | 2014     | Gemma Amprino          |                            |         |
| 2014                                     | 2019     | Sandro Plano           |                            |         |
| 2019                                     | En cours | Pier Giuseppe Genovese | Cambiamo Susa              |         |
| Les données manquantes sont à compléter. |          |                        |                            |         |

### Hameaux
Les frazione (hameaux) de Suse, dans le sens italien de ce terme (frazione), sont : Castelpietra, Coldimosso, San Giuliano, Traduerivi. 

### Communes limitrophes
Les communes limitrophes de Suse sont : Jaillons, Vénaux, Monpantier, Bussolin, Gravière, Méans, Mattie.

### Évolution démographique
Habitants recensés

## Activités
Le Mémorial Partigiani Stellina (anciennement challenge Stellina) est une course de montagne créée en 1989 qui rallie l'alpage de Costa Rossa sur le Rochemelon. C'est une des courses récurrentes de la coupe du monde de course en montagne. Le Red Bull K3 est une course verticale disputée sur les pentes du Rochemelon. Cette épreuve prisée par les spécialistes internationaux du kilomètre vertical consiste à gravir le sommet au départ de Suse ce qui représente 3 030 m de dénivelé positif. Cette course fondée en 2014 est inscrite au calendrier du Vertical Kilometer World Circuit.

## Jumelages
- Briançon (France)
- Paola (Italie)
- Barnstaple (Angleterre)

## Personnalités liées à la commune
- Les marquis de Suse (Suze).
- Jonas de Bobbio (ou de Suse) (600-659) bénédictin et hagiographe, né à Suse ;
- Adélaïde de Suse (1020-1091) marquise ;
- Henri de Suse (1200-1271) cardinal spécialiste du droit canon, né à Suse ;
- Pierre Cambiani (1320-1365) bienheureux dominicain mort à Suse ;
- Bartolomeo Giuliano (1825-1909), peintre né à Suse ;
- Edoardo Giuseppe Rosaz (1830-1903) bienheureux, évêque de Suse et fondateur des franciscaines de Suse.

## Monuments et lieux d’intérêt
- Cathédrale Saint-Just et l'ancienne abbaye de Saint-Just
- Arc d'Auguste
- Les remparts
- Le forum
- Aqueduc et thermes de Gratien
- Château de la comtesse Adélaïde
- Alpes cottiennes (province romaine)

## Galerie de photos

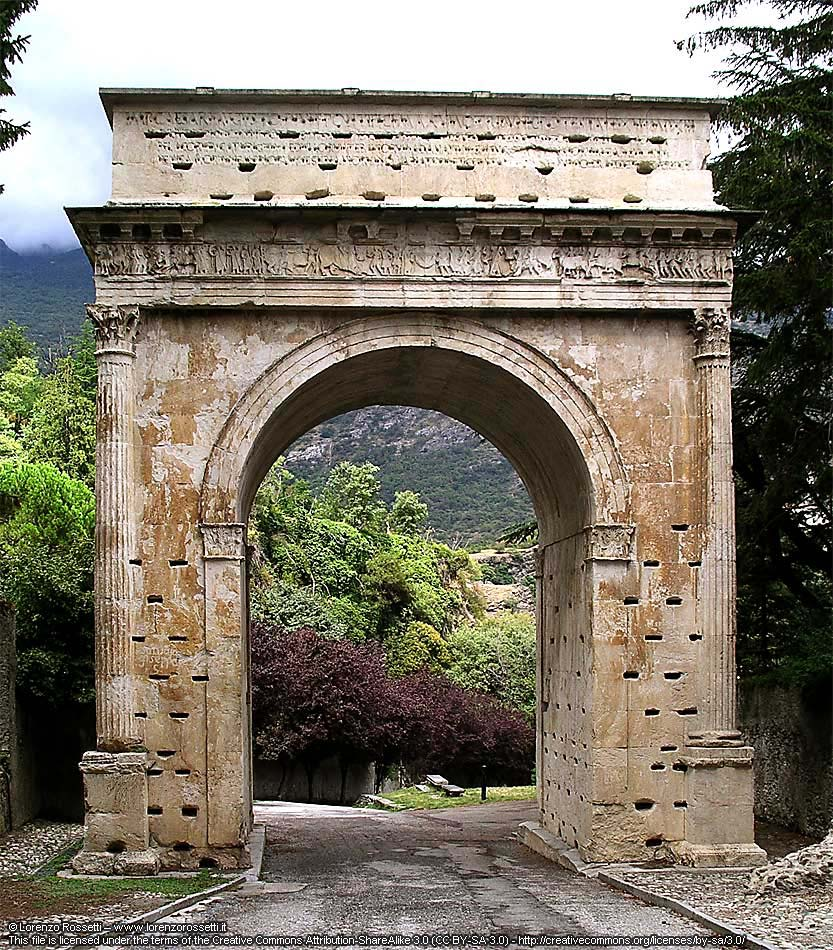
L'arc d'Auguste.
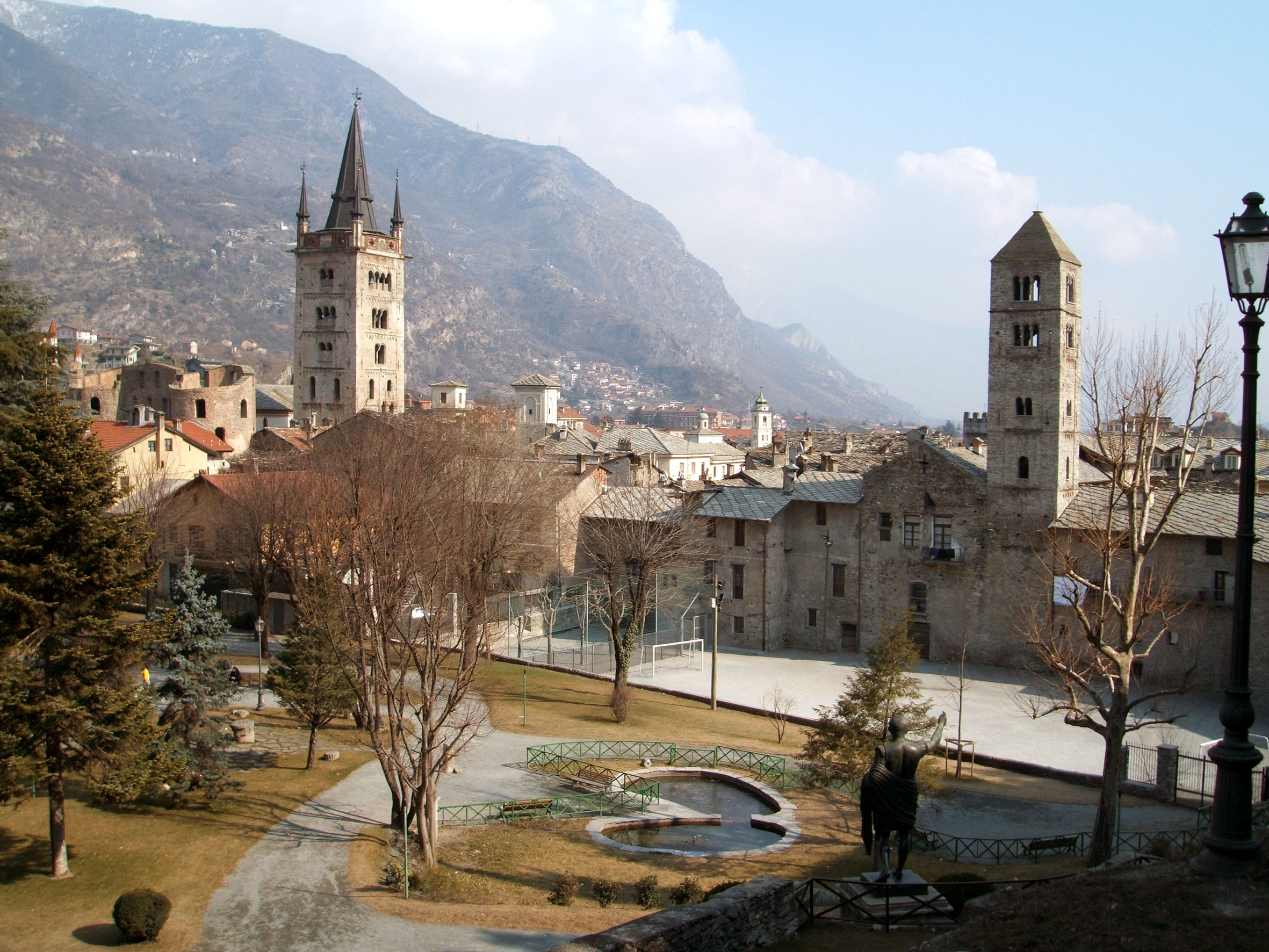
Vue générale en 2005.
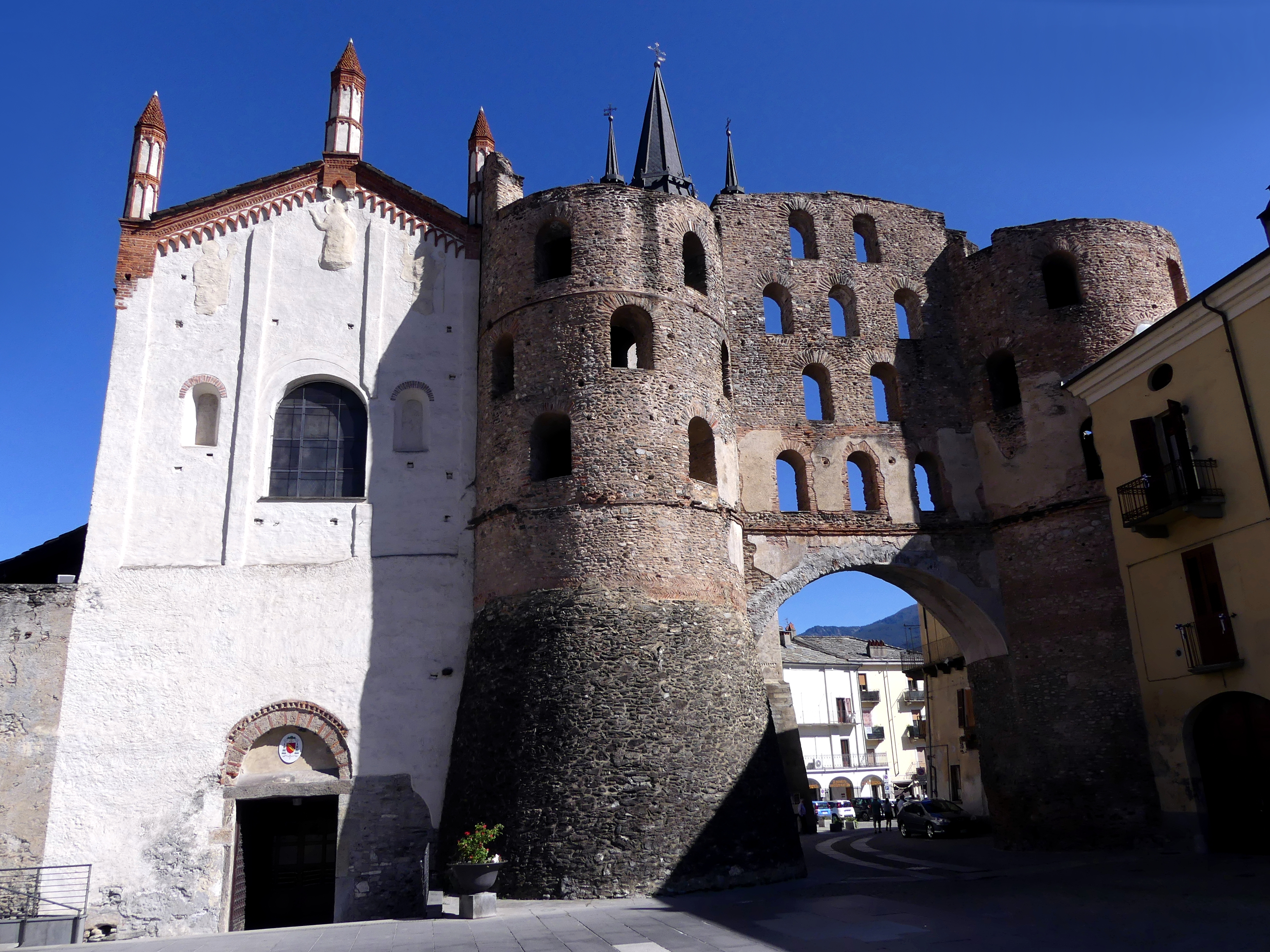
Porte de Savoie avec la façade de la cathédrale.
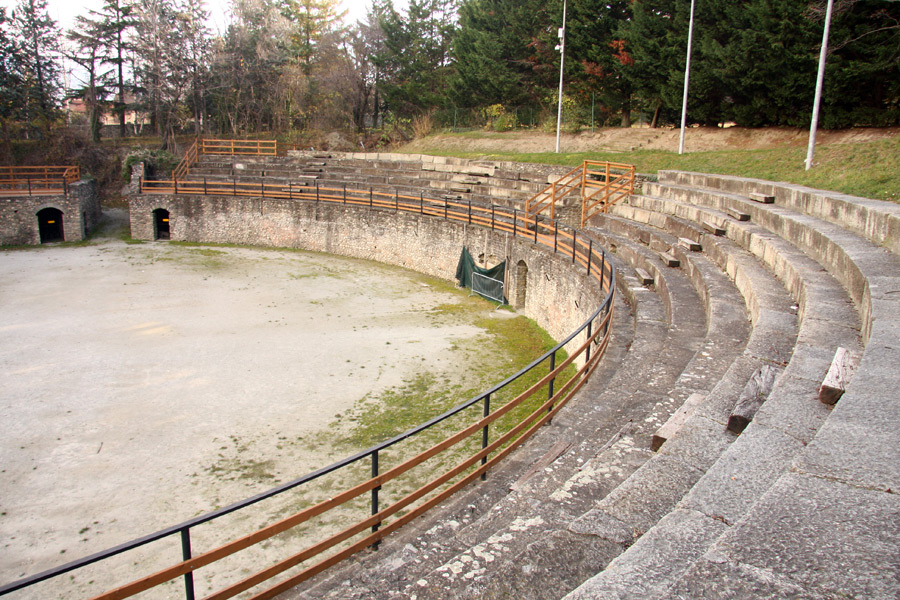
Amphithéâtre romain.
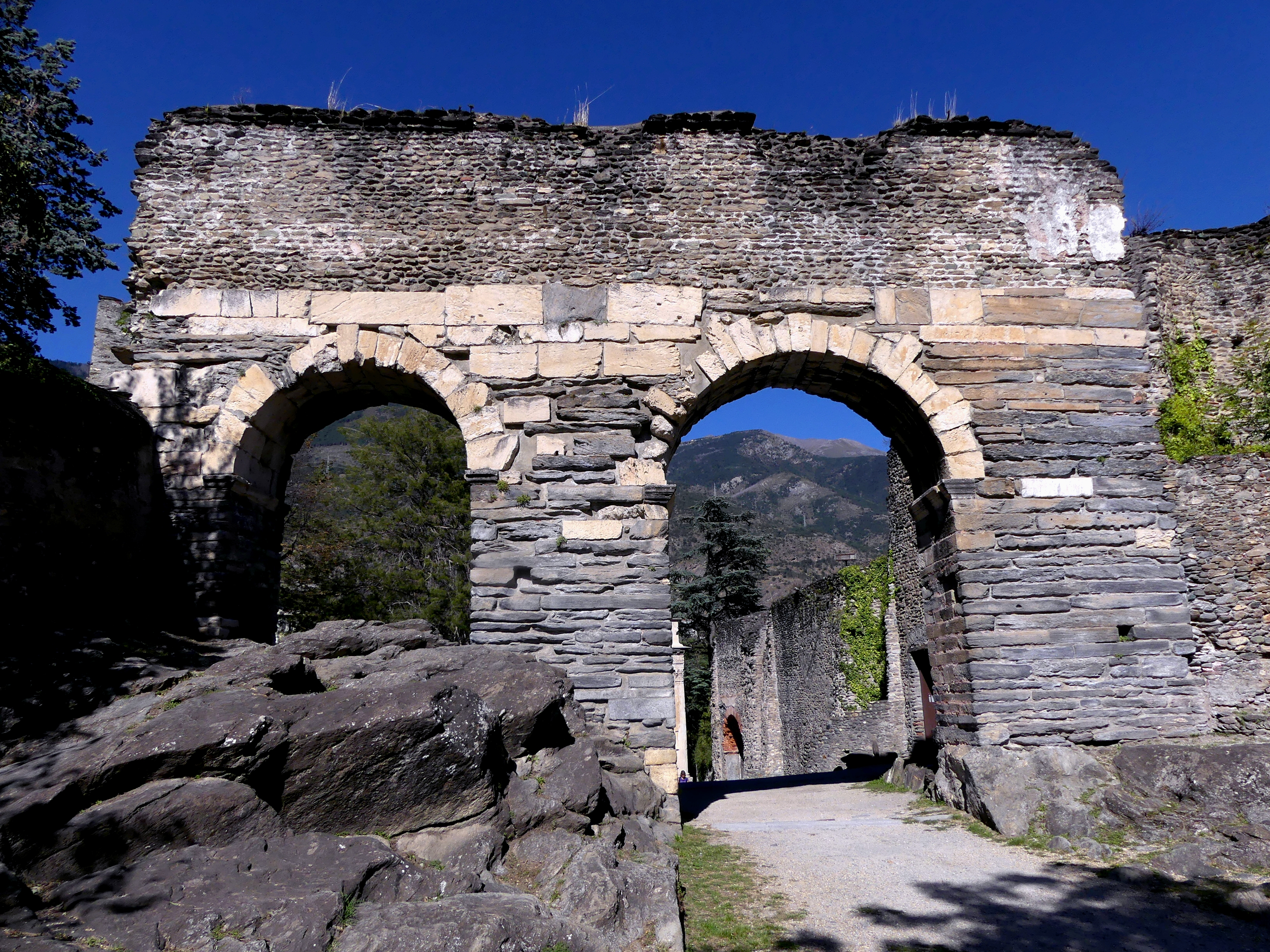
Aqueduc romain.
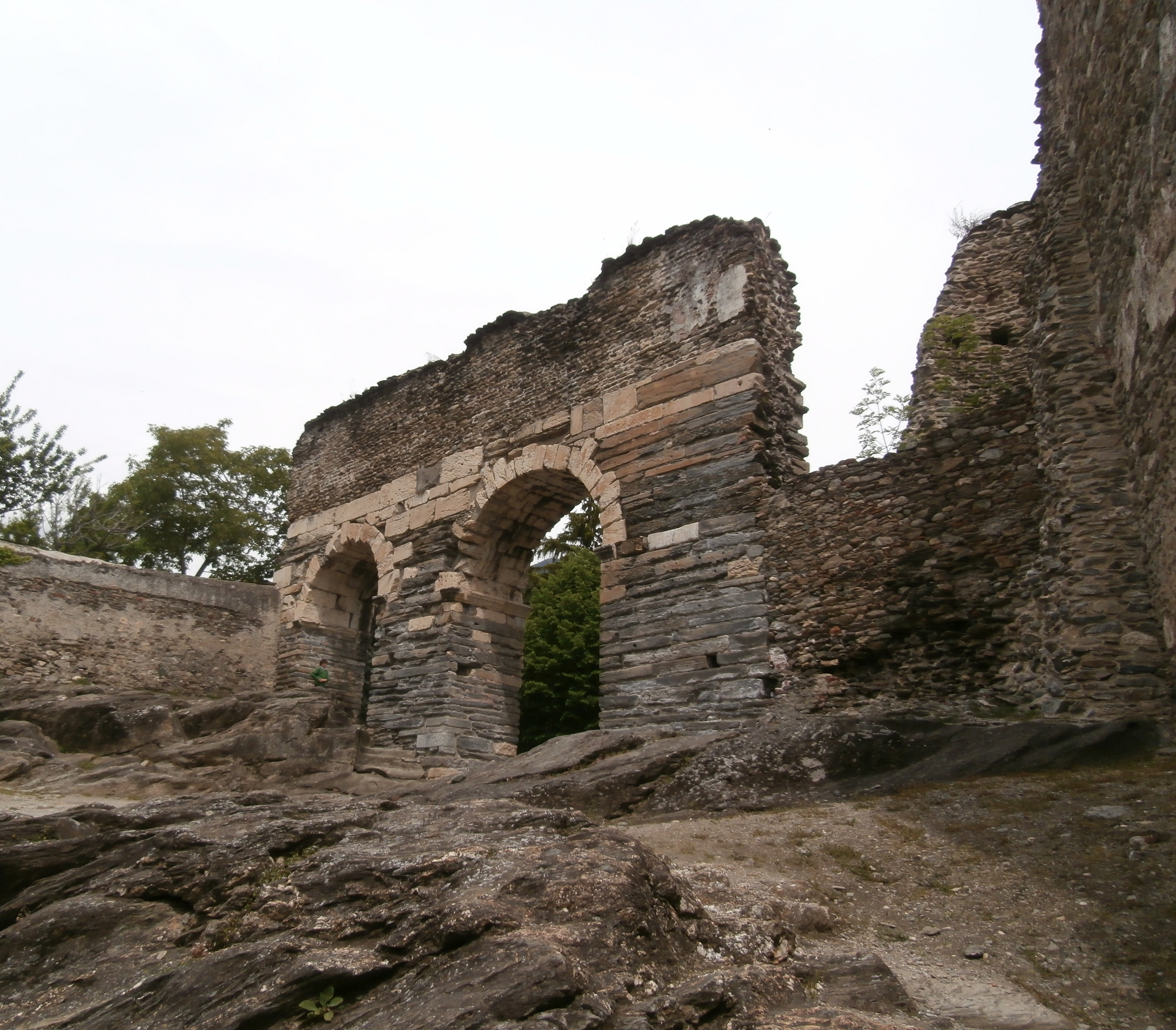
La partie restante de l'aqueduc romain, à partir de 375.
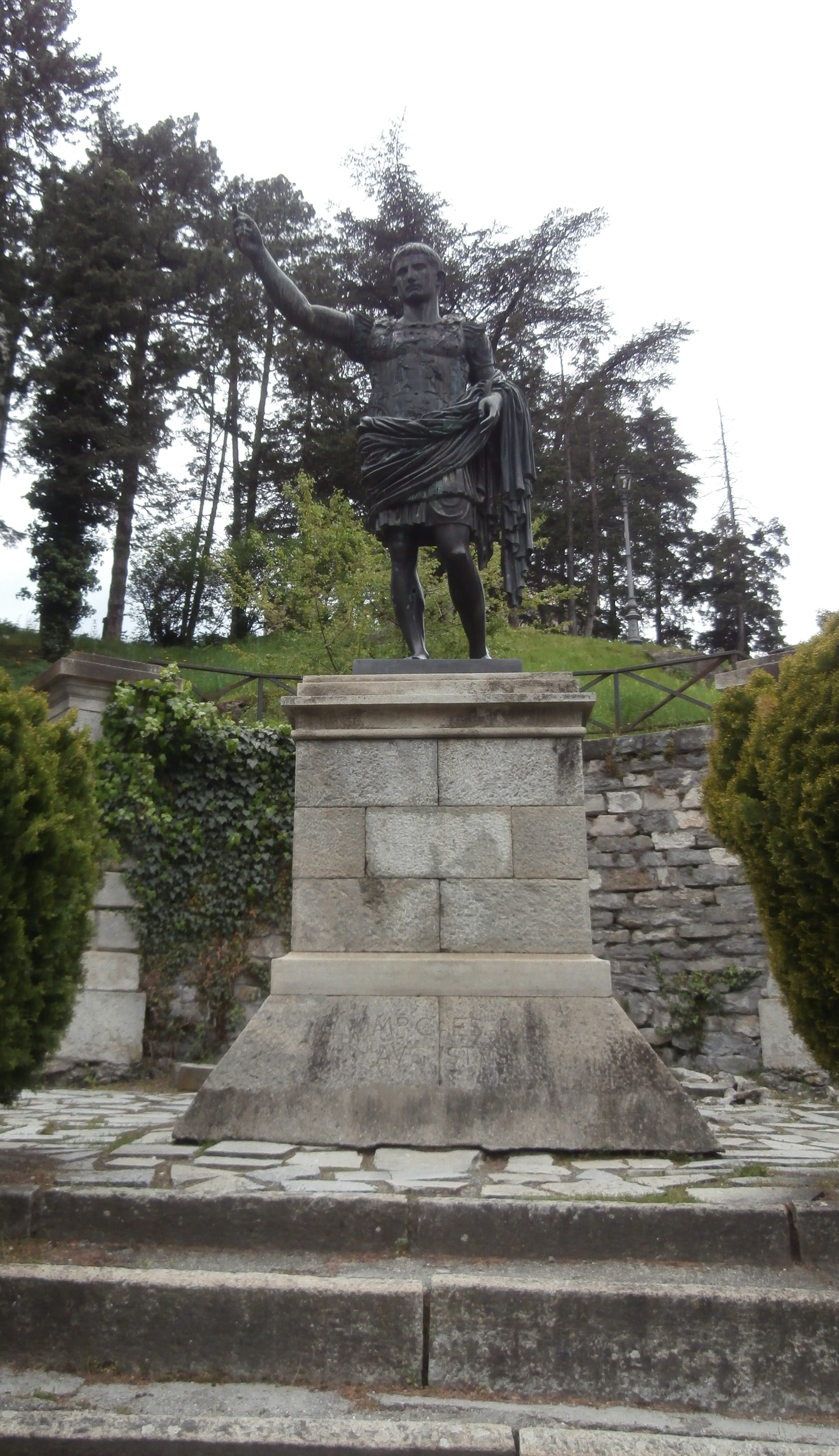
La statue d'Auguste (copie).
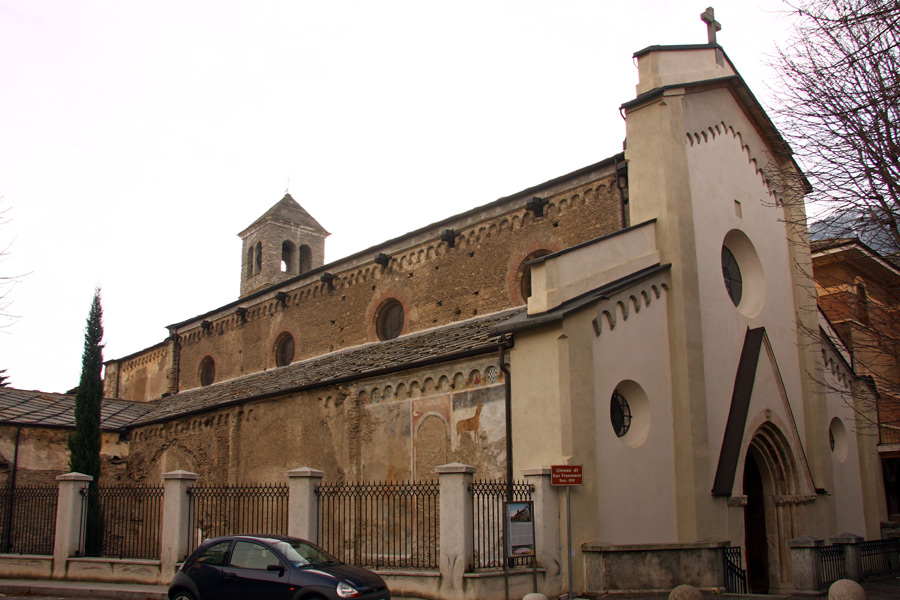
L'église du couvent de Saint-François.